# Panorpa dividilacinia
Panorpa dividilacinia är en näbbsländeart som beskrevs av Bicha 2006. Panorpa dividilacinia ingår i släktet Panorpa och familjen skorpionsländor. Inga underarter finns listade i Catalogue of Life.